# 徳間ジャパンコミュニケーションズ
株式会社徳間ジャパンコミュニケーションズ（とくまジャパンコミュニケーションズ、英: Tokuma Japan Communications Co., Ltd.）は、日本の中堅レコード会社。
太平住宅グループから徳間書店グループを経て、2001年（平成13年）以降は第一興商傘下。資本関係は切れたものの「徳間」の名称は継続使用されており、徳間書店とは業務提携関係にある。

## 企業概要
遠藤実や島倉千代子らの後援者だった中山幸市（太平住宅創業者）が、1965年（昭和40年）に自費で立ち上げた太平音響株式会社が会社の起源。同年中に社名を「ミノルフォン株式会社」に改め、レコード販売部門を設立した。
1966年（昭和41年）には日本レコード協会に加盟、1968年（昭和43年）には遠藤が代表取締役社長に就任。先に創業した日本クラウンに続き、自前のプレス工場を持たず、制作とプロモーションに特化して、アーティスト主導の運営を打ち出した「新業態レコード会社」の先駆けの一社だった。
レーベル名の「ミノルフォン」は当初太平レコードにするつもりだったが、同名のレーベルが既に商標登録されていたため、遠藤の名をとった「ミノルフォンレコード」としたもの。この時点では、元々『タイヘイレコード』の商標を過去に使用していた日本マーキュリーがまだ残存していた。なお、太平音響は遠藤をはじめとしたタイヘイレコード→日本マーキュリーの元スタッフを少なからず採用し、日本マーキュリーから生産設備が独立したヤンマー音響にプレスを委託するなど、人的には深い関係があった。
ミノルフォンの第1号シングルは三船和子の「ベトナムの赤い月」と川田キクの「世界連邦太平音頭」（両A面）で、両面共に作詞した中山正男が社長を務める理研映画制作のドキュメンタリー映画『動乱のベトナム』公開にあわせての企画盤であった。
1972年（昭和47年）に徳間康快（徳間書店）に買収され徳間音楽工業と改称。更に系列レーベルの別会社ジャパンレコードと合併し徳間ジャパンに改称。
2001年（平成13年）、経営危機に陥った徳間書店グループが徳間ジャパンの発行済全株式を第一興商に売却。資本関係は切れたものの「徳間」の名称ならびに徳間書店との業務提携は維持された。
2005年（平成17年）、同じ第一興商傘下の日本クラウンから株式会社トライエムのメルダックレーベルの制作・販売部門を事業譲渡されると共に、ガウスエンタテインメントを吸収合併。各々メルダック制作室とガウス制作室に改めた。なお、メルダックレーベルの映像部門は分離しエイベックスに売却された。
クラシック音楽愛好家には、キングレコードと並ぶドイツ民主共和国（旧・東ドイツ）の国営レコード会社ドイツ・シャルプラッテンの発売元としても知られていた。

### スタジオジブリ関係
1980年代に存在したアニメージュレコードレーベル（『風の谷のナウシカ』から『となりのトトロ』まで）を含む、一連のスタジオジブリ作品のサウンドトラック・イメージアルバムを第一興商傘下になって以降も制作・発売。映画主題歌に関しては、『天空の城ラピュタ』から『ハウルの動く城』まで担当した（ただし歌手によっては別レーベルからリリースされる場合があった）。『ゲド戦記』以降作品主題歌の制作・発売元はヤマハミュージックコミュニケーションズへ移行したためそれらの主題歌が収録される場合は原盤を借り受け収録。
ビデオソフトは、配給会社を問わず『風の谷のナウシカ』から『耳をすませば』までのVHS版と『魔女の宅急便』（1990年発売）までのBeta版、『もののけ姫』（1998年（平成10年）発売）までのレーザーディスク版と『となりのトトロ』（1988年（昭和63年）発売）までのVHDビデオディスク版（『天空の城ラピュタ』のみVHDビデオディスクは、企画・制作：東芝、制作・発売元：徳間書店、販売元：東芝映像ソフト、制作協力：徳間ジャパン）の販売元（発売元は徳間書店）だった。
1996年（平成8年）にウォルト・ディズニー・カンパニー（WDC）がスタジオジブリとの事業提携を締結した。それに伴い、ほとんどのジブリアニメーション映画とテレビアニメ（『海がきこえる』）のビデオソフト（VHS・DVD）販売権を獲得し、1998年（平成10年）から「ジブリがいっぱいCOLLECTION」として全てのジブリ作品を順次VHS・DVDとして発売したことで、発売を終了している。

## 沿革

### 株式会社徳間ジャパンコミュニケーションズ
- 1965年（昭和40年）2月1日 - 太平住宅株式会社の出資により、太平音響株式会社として創立。
- 1965年（昭和40年） - 社名をミノルフォン株式会社へ改める。
- 1966年（昭和41年）12月1日 - 日本レコード協会へ加盟する。
- 1968年（昭和43年） - 遠藤実が代表取締役社長に就任する。
- 1970年（昭和45年） - 社名をミノルフォン音楽工業株式会社へ変更。
- 1972年（昭和47年）4月1日 - 株式会社徳間書店に買収され、社名を徳間音楽工業株式会社へ変更。
- 1983年（昭和58年） - 会社を制作部門と営業部門の二つへ分割する。
  - 制作部門は株式会社ジャパンレコード（1980年（昭和55年）設立）を吸収合併し、株式会社徳間ジャパンとなる。
  - 営業部門は株式会社徳間コミュニケーションズとして独立。AV業界などへも進出。持田薫などが出演。
- 1992年（平成4年） - 株式会社徳間ジャパンと株式会社徳間コミュニケーションズが合併、株式会社徳間ジャパンコミュニケーションズとなる。
- 2001年（平成13年） - 親会社徳間書店が経営不振に陥ったことから、10月1日に株式会社第一興商へ株式譲渡。斎藤至廣が社長に就任。
- 2002年（平成14年）
  - 9月12日 - 日本クラウンと共同出資で、販売会社・株式会社ファーストディストリビューションを設立。
  - 10月21日 - 営業部門をファーストディストリビューションへ移管。
- 2005年（平成17年）
  - 7月1日 - 同業のガウスエンタテインメントを吸収合併。同日、保有するファーストディストリビューションの全株式を第一興商へ譲渡。
  - 7月21日 - 「メルダック」などのレーベルを擁していたトライエムから制作・販売部門を譲受。社内にガウス制作室とメルダック制作室を新設。
- 2008年（平成20年）9月 - 西野茂詔が社長に就任。
- 2010年（平成22年）5月 - 篠木雅博が社長に就任。
- 2014年（平成26年）- アニメーション事業に再参画。第1作目は『レーカン!』の製作委員会へ参加[6]。
- 2016年（平成28年）
  - 11月28日 - 第一興商のグループ会社である日本クラウン株式会社共々、本社を東京都渋谷区から東京都品川区北品川の御殿山ビルへ移転。
- 2021年（令和3年）5月 - 北島浩明が社長に就任。

### 株式会社トライエム・株式会社ガウスエンタテインメント
- 1985年（昭和60年） - 三菱電機・日本クラウン（当時）等の三菱グループ・ダークダックスの出資で日本クラウンの子会社株式会社メルダックを設立。
- 1997年（平成9年） - 第一興商が演歌系レコードレーベル株式会社ガウスエンタテインメントを設立。
- 2001年（平成13年） - メルダックが株式会社トライエムへ事業譲渡（メルダックはトライエムのレーベルとして存続）。
- 2003年（平成15年） - 第一興商がトライエムを買収（映画部門はエイベックスへ売却）。

## レーベル

### 歌謡曲・演歌系
- ジャパンレコード（JAPAN RECORD）[7]
- ミノルフォン（MINORUPHONE）
- ガウス（GAUSS）

### J-POP・アニメ系
- メルダック（meldac）
- MIDZET HOUSE
- スタジオジブリレコーズ

### かつて存在したレーベル
- アニメージュレコード（アニメ系）
- キャッツタウン（演歌系）…千昌夫がレーベルオーナー。レーベル解散後、千はミノルフォン、吉幾三はジャパンレコードへ移動。
- ニュークリーク（演歌系）…五木ひろしがレーベルオーナー。2002年、五木の移籍と共に運用終了。
- HARVEST RECORDS…和製ポップス・ニューミュージックのレーベル。山本リンダが1969年にミノルフォンから移籍。他に茶木みやこらが在籍。
- Dan…洋楽レーベル。メル・テイラー、ジョーン・シェパードらが在籍。
- BOURBON RECORDS（バーボン・レコード）…萩原健一、柳ジョージ、J-WALK、一世風靡セピアらが在籍。
- CLIMAX RECORDS
- Orange House Records（オレンジハウス・レコード）…梶原一騎が設立に関与。「あしたのジョー」関連作品を発売。

## 主な在籍アーティスト
| ＃              | アーティスト名           | 読み                         | 所属期間 | 備考 |
| --------------- | ------------------------ | ---------------------------- | --- | --- |
| あ              | あいのぼり               | あいのぼり                   | 2018年 - | |
| あ              | 葵かを里                 | あおいかをり                 | 2008年 - | |
| あ              | 浅田あつこ               | あさだあつこ                 | 1997年 - | |
| あ              | Advance Arc Harmony      | アドヴァンスアークハーモニー | 2019年 - | |
| あ              | ASTERISM                 | アステリズム                 | 2017年 - | |
| あ              | ALI PROJECT              | アリプロジェクト             | 2001年 - | 東芝EMIから移籍。主にオリジナルフルアルバムを徳間からリリース。作品によりflying DOG、ランティスからも発売している。 |
| あ              | anzu                     | アンズ                       | 2021年 - | |
| い              | EXID                     | イーエックスアイディー       | 2018年 - | |
| い              | ISEKI                    | イセキ                       | 2017年 - | |
| い              | イダセイコ               | イダセイコ                   | 2006年 -2007年 2017年 -                                                                                           | |
| い              | iMagic.                  | イメージック                 | 2017年 - | |
| い              | 岩佐美咲                 | いわさみさき                 | 2012年 - | 元AKB48メンバー。徳間には演歌歌手として在籍。                                                                       |
| い              | 韻シスト                 | いんシスト                   | 2016年 - | エピックレコード → インディーズ → Groovillage                                                                       |
| お              | オワリカラ               | オワリカラ                   | 2016年 - | |
| か              | 科楽特奏隊               | かがくとくそうたい           | 2017年 - | |
| か              | CASCADE                  | カスケード                   | 2018年 - | |
| か              | 佳山明生                 | かやまあきお                 | 2006年 - | 日本コロムビア → ビクター音楽産業 → ガウスレーベル在籍                                                              |
| き              | 北岡ひろし               | きたおかひろし               | 2002年 - | |
| き              | 北原ミレイ               | きたはらミレイ               | | SMSから移籍 |
| き              | KING                     | キング                       | 2016年 - | |
| き              | 筋肉少女帯               | きんにくしょうじょたい       | 2013年 - | |
| く              | 黒川真一朗               | くろかわしんいちろう         | 2003年 - | |
| こ              | 小池美由                 | こいけみゆ                   | 2017年 - | ビクターエンタテインメントから移籍                                                                                  |
| こ              | こおり健太               | こおりけんた                 | 2011年 - | |
| こ              | コロッケ                 | コロッケ                     | 1994年以前 - | |
| し              | cyan                     | シアン                       | 2018年 - | |
| し              | ZYUN.                    | ジュン                       | 2018年 - | ドリーミュージックから移籍                                                                                          |
| し              | 城之内早苗               | じょうのうちさなえ           | 2018年 - | CBS・ソニー → ポリスター → zetima → アップフロントワークス → ユニバーサルシグマ → テイチク → 徳間ジャパン           |
| し              | JONTE                    | ジョンテ                     | 2017年 - | rhythm zoneから移籍                                                                                                 |
| す              | スイートポップキャンディ | スイートポップキャンディ     | 2017年 - | |
| す              | The Super Ball           | ザスーパーボール             | 2016年 - | |
| す              | 住岡梨奈                 | すみおかりな                 | 2017年 - | キューンミュージックから移籍                                                                                        |
| せ              | 千昌夫                   | せんまさお                   | 1965年 - | |
| そ              | Sonmi                    | ソンミ                       | 2017年 - | |
| た              | 高橋ジョージ             | たかはしジョージ             | 2017年 - | |
| た              | 高橋りな                 | たかはしりな                 | 2017年 - | |
| た              | 谷本耕治                 | たにもとこうじ               | 2018年 - | |
| ち              | THE CHERRY COKE$         | ザチェリーコークス           | 2012年 - 2013年 2018年 -                                                                                          | |
| ち              | chuLa                    | ちゅら                       | 2021年 - | |
| て              | TJ                       | ティージェー                 | 2018年 - | |
| て              | 電車                     | でんしゃ                     | 2017年 - | |
| と              | 東京flavor               | とうきょうフレイバー         | 2018年 - | |
| と              | DROP DOLL                | ドロップドール               | 2017年 - | |
| な              | 中条きよし               | なかじょうきよし             | 2006年 - | バンダイミュージックから移籍。ガウスレコード在籍                                                                    |
| に              | 人間椅子                 | にんげんいす                 | 2006年 - | |
| の              | 野中彩央里               | のなかさおり                 | 1989年 - | |
| は              | H△G                      | ハグ                         | 2017年 - | |
| は              | ハシグチカナデリヤ       | ハシグチカナデリヤ           | 2016年 - | |
| は              | 橋爪もも                 | はしづめもも                 | 2017年 - | |
| ひ              | 久石譲                   | ひさいしじょう               | | アーティストとしてはユニバーサルミュージックにも在籍。                                                              |
| ひ              | The Hitch Lowke          | ザヒッチローク               | 2016年 - | |
| ひ              | H!dE                     | ヒデ                         | 2018年 - | ワーナーミュージック・ジャパンから移籍                                                                              |
| ひ              | ひめキュンフルーツ缶     | ひめキュンフルーツかん       | 2013年 - | |
| ひ              | ぴろき                   | ぴろき                       | 2017年 - | お笑い芸人 |
| ふ              |                          |                              | | |
| FINLANDS        | フィンランズ             | 2024年 -                     | 2024年3月13日に同社よりメジャーデビュー。                                                                         | |
| FES☆TIVE        | フェスティブ             | 2015年 -                     | | |
| PUSHIM          | プシン                   | 2015年 -                     | | |
| 布施明          | ふせあきら               | 2014年 -                     | キングレコード → 日本フォノグラム → ポリグラム → アップフロントワークス → ユニバーサルミュージック → 徳間ジャパン | |
| BULL ZEICHEN 88 | ブルゼッケンハチハチ     | 2018年 -                     | | |
| ま              | 真心ブラザーズ           | まごころブラザーズ           | 2014年 - | 自主レーベル「Do Thing Recordings」から発売                                                                         |
| ま              | 松井恵理子               | まついえりこ                 | 2017年 - | |
| ま              | MAP6                     | マップシックス               | 2018年 - | |
| ま              | 松村和子                 | まつむらかずこ               | 2006年 - | |
| ま              | 松原のぶえ               | まつばらのぶえ               | 2006年 - | コロムビアレコードから移籍。ガウスレコード在籍。                                                                    |
| ま              | 松本梨香                 | まつもとりか                 | 2017年 - | |
| み              | 水森かおり               | みずもりかおり               | 1997年 - | |
| み              | 実紀                     | みのり                       | 2017年 - | 「鈴木みのり」から改名                                                                                              |
| め              | Mary's Blood             | メアリーズブラッド           | 2018年 - | ビクターエンタテインメントから移籍                                                                                  |
| め              | Maison book girl         | メゾンブックガール           | 2016年 - | |
| も              | 森川美穂                 | もりかわみほ                 | 2017年 - | |
| も              | 森若里子                 | もりわかさとこ               | | |
| や              | 山口晶                   | やまぐちしょう               | 2003年 - 2004年                                                                                                   | |
| や              | 山崎ていじ               | やまざきていじ               | 2006年 - | 日本コロムビアからも発売                                                                                            |
| ゆ              | U字工事                  | ゆーじこうじ                 | 2018年 - | お笑い芸人 |
| ゆ              | 優利香                   | ゆりか                       | 2023年 - | |
| よ              | 吉幾三                   | よしいくぞう                 | 1984年 - | クラウンレコード → ビクター音楽産業 → 徳間ジャパン                                                                  |
| よ              | 米倉利紀                 | よねくらとしのり             | 2012年 - | |
| ら              | LUNKHEAD                 | ランクヘッド                 | 2015年 - | |
| わ              | 若旦那                   | わかだんな                   | 2014年 - | Tank Top Recordsから移籍                                                                                            |
| わ              | 渡部優衣                 | わたなべゆい                 | 2016年 - | |
| わ              | ONE☆DRAFT                | ワンドラフト                 | 2013年 - | ソニー・ミュージックアソシエイテッドレコーズから移籍                                                                |

## かつて在籍していたアーティスト
| ＃ | アーティスト名                     | 読み                                                     | 所属期間                        | 備考 |
| -- | ---------------------------------- | -------------------------------------------------------- | ------------------------------- | --- |
| あ | アーバンギャルド                   | アーバンギャルド                                         | 2014年                          | 前衛都市 → UNIVERSAL J → JAPAN RECORD → KADOKAWA → FABTONE |
| あ | I-DeA                              | アイデア                                                 | 2006年 - 2007年                 | |
| あ | 青の時代                           | あおのじだい                                             | 2008年                          | 本田宗一郎を中心に結成されたバンド。 |
| あ | 青山陽一                           | あおやまよういち                                         | 1998年 - 2005年                 | |
| あ | アグネス・チャン                   | アグネスチャン                                           | ? - 1992年                      | ポニーキャニオンへ移籍 |
| あ | 浅岡雄也                           | あさおかゆうや                                           | 2003年 - 2009年                 | 元FIELD OF VIEW時代はビーイングのZAIN RECORDS及び日本コロムビアに在籍。 |
| あ | あさかまゆみ                       | あさかまゆみ                                             |                                 | Danレーベルから3枚のシングルをリリース。のちCBS・ソニーへ移籍。 |
| あ | 朝倉由美子                         | あさくらゆみこ                                           | 2011年 - 2016年                 | |
| あ | 朝田のぼる                         | あさだのぼる                                             | 1976年 - 1985年                 | 1986年にビクター音楽産業へ移籍→ 日本エンカフォン |
| あ | 麻生しおり                         | あそうしおり                                             | 2008年                          | アップフロントワークスから移籍 |
| あ | Adam                               | アダム                                                   | 1997年 - 1998年                 | シングル「抱きしめたい君を」でデビュー。 |
| あ | AXBITES                            | アックスバイツ                                           | 2004年                          | |
| あ | @djtomoko n Ucca-Laugh             | アットディージェートモコ アンドユッカラフ                | 2011年                          | |
| あ | ABYSS                              | アビス                                                   | 1997年                          | オーディション番組「ASAYAN」がきっかけでデビューした小林優美によるユニット。1998年で活動終了。 |
| あ | あぶらだこ                         | あぶらだこ                                               | 1996年                          | キングレコード・ミディを経て、Pヴァイン・レコードへ移籍。 |
| あ | 彩冷える                           | あやびえ                                                 | 2009年5月27日 - 2014年          | |
| あ | Alice Nine                         | アリスナイン                                             | 2010年8月25日 - 2013年          | キングレコードから移籍。 |
| あ | +α/あるふぁきゅん。                | あるふぁきゅん                                           | 2017年                          | Victor → JAPAN RECORD → FABTONE |
| あ | ALLERGY                            | アレルギー                                               |                                 | 解散 |
| あ | アンジー                           | アンジー                                                 |                                 | メルダック所属、1992年事実上解散。 |
| い | 一世風靡セピア - 柳葉敏郎 - 哀川翔 | いっせいふうびセピア - やなぎばとしろう - あいかわしょう |                                 | - 一世風靡セピアとしては、1988年に一旦ムーン・レコードへ移籍。ただし、1989年の卒団ライヴ関連のリリースは徳間ジャパン。レーベルは、移籍前がBOURBON、卒団前がジャパンレコード。 - 柳葉敏郎は1987年から数年間、ソロ作品をリリース                |
| い | 飯田里穂                           | いいだりほ                                               | 2015年 - 2018年1月              | NBCユニバーサル・エンターテイメントジャパンへ移籍。 |
| い | 飯塚雅弓                           | いいづかまゆみ                                           | 2001年 - 2012年                 | パイオニアLDC → 徳間ジャパン → ランティス |
| い | exist†trace                        | イグズィストトレイス                                     | 2011年6月15日 - 2012年          | |
| い | 五木ひろし                         | いつきひろし                                             | 1969年 - 2002年                 | ポリドールから移籍。移籍時の芸名は「三谷謙」。ミノルフォン、ニュークリークと経て、2002年に独立しファイブズエンタテインメント設立。ただし旧盤の復刻は五木の移籍後も徳間から発売されている。                                                    |
| い | 伊藤咲子                           | いとうさきこ                                             |                                 | 2004年の活動再開 - 2013年。旧ガウス・エンタテイメントより引継ぎ。 |
| い | 伊藤つかさ                         | いとうつかさ                                             | 1981年 - 1982年                 | 合併前のジャパンレコードに在籍。 |
| い | 井上あずみ                         | いのうえあずみ                                           | 1986年 - 1992年                 | |
| い | infix                              | インフィクス                                             | 2000年 - 2001年                 | ネオプレックスへ移籍。同社破産後はランティスが全音源を保有。 |
| う | ウエスト・ロード・ブルース・バンド | ウエストロードブルースバンド                             | 1975年                          | |
| え | エド山口&東京ベンチャーズ          | エドやまぐちアンド とうきょうベンチャーズ                |                                 | 旧ガウス・エンタテイメントより引継ぎ。 |
| え | FBI                                | エフビーアイ                                             | 1997年 - 1998年                 | オーディション番組「ASAYAN」がきっかけでデビューした大泉めぐみによるユニット。FBIは「Fabulous Beauty & Intelligence」の略。 |
| お | Oh-Edo Typhoon                     | オオエドタイフーン                                       | 2004年                          | |
| お | 太田貴子                           | おおたたかこ                                             | 1983年 - 1988年                 | NECアベニューへ移籍。 |
| お | 大西結花                           | おおにしゆか                                             | 1989年 - 1991年                 | ポリスターより移籍。 |
| お | 丘みどり                           | おかみどり                                               | 2007年 - 2014年                 | バップ → minoruphone → キングレコード |
| お | 岡本真夜                           | おかもとまよ                                             | 1995年 - 2010年                 | avex io → 日本クラウンへ移籍。 |
| か | オナッターズ                       | オナッターズ                                             | 1985年                          | |
| か | カーネーション                     | カーネーション                                           | 2002年 - 2004年                 | 日本コロムビア・エイベックスを経て、現在はインディーズで活動。 |
| か | 香川みどり                         | かがわみどり                                             | 2010年                          | 本来の芸名は「美土里りんご」。 |
| か | 影山ヒロノブ                       | かげやまヒロノブ                                         |                                 | 日本コロムビア・フリーを経て、現在はランティスへ移籍。 |
| か | かとうれい子                       | かとうれいこ                                             | 2009年 - 2016年                 | |
| き | 吉川晃司                           | きっかわこうじ                                           | 2002年 - 2008年                 | ジャパンレコードに在籍後、ユニバーサルミュージック内ファー・イースタン・トライブ・レコーズ、その後はワーナーミュージックへ移籍する。 |
| き | キノコホテル                       | キノコホテル                                             | 2010年 - 2011年                 | WAXRecordsから2枚のオリジナルアルバム、1枚のミニアルバムとDVDをリリース。その後、ヤマハミュージックコミュニケーションズへ移籍。 |
| き | ザ・キッパーズ                     | ザ・キッパーズ                                           | 1973年 - 1974年                 | 日本コロムビアから移籍、Danレーベルから2枚のシングルをリリース。その後、トリオレコードへ移籍。 |
| き | 木村弓                             | きむらゆみ                                               | 2001年 - 2006年                 | |
| き | cuetracks                          | キュートラックス                                         | 2002年 - 2004年                 | 解散 |
| く | 楠木あや                           | くすのあやこ                                             | 2003年                          | |
| く | CRAZE                              | クレイズ                                                 | 2000年 - 2007年                 | 解散 |
| く | 工藤あやの                         | くどうあやの                                             | 2014年 - 2023年                 | 独立のために個人レーベルへ移籍。 |
| け | 研ナオコ                           | けんナオコ                                               |                                 | 旧ガウス・エンタエイメントより引継ぎ。 |
| こ | 小嶋進                             | こじますすむ                                             |                                 | 芸名は嶋進太郎、元ヒューザー社長。過去にミノルフォンレコードよりカスタム盤として「温海慕情」をリリース。 |
| こ | GCB47                              | ごとうちきゃらばんどよんじゅうなな                       | 2013年 - 2014年                 | |
| こ | 小林旭                             | こばやしあきら                                           |                                 | ソニー・ミュージックレコーズから移籍。ガウスを経て、マイトガイレーベル（インディーズ）を設立。 |
| こ | 小松優一                           | こまつゆういち                                           | 2006年 - 2008年                 | |
| し | ZIGGY                              | ジギー                                                   |                                 | キティ・エンタープライズから移籍。2008年（平成20年）2月無期限活動休止。 |
| し | 柴田英嗣                           | しばたひでつぐ                                           | 2006年                          | アンタッチャブルのツッコミ担当。 |
| し | Jazztronik                         | ジャズトロニック                                         | 2003年 - 2009年                 | ポニーキャニオンへ移籍。 |
| し | SHUUBI                             | シュウビ                                                 | 1999年 - 2000年                 | ユニバーサルミュージックへ移籍を経て、現在はインディーズで活動中。 |
| し | 神保彰                             | じんぼあきら                                             | ? - 2005年                      | |
| し | 陣内大蔵                           | じんのうちたいぞう                                       | 1997年 - 2001年                 | 現在はインディーズで活動中。 |
| す | ザ・スターリン                     | ザスターリン                                             | 1982年 - 1983年                 | 独立。インディペンデント・レーベル、B.Q.レコードを設立。後にアルファレコードへ移籍。 |
| す | スタア★アクション★百田             | スタアアクションももた                                   | 1996年 - 1997年                 | NHKラジオドラマBANANA FISHのサントラ盤3部作の挿入歌「言葉にできない」を作詞作曲、歌唱。 |
| す | スィートショップ                   | スィートショップ                                         | 2002年 - 2003年                 | ポリドールから移籍。 |
| す | 水中、それは苦しい                 | すいちゅうそれはくるしい                                 | 2006年                          | |
| す | ZUKAN                              | ズカン                                                   | 2010年                          | よしもとアール・アンド・シーから移籍 |
| す | SCREW                              | スクリュー                                               | 2012年 - 2015年                 | |
| す | 逗子三兄弟                         | ずしさんきょうだい                                       | 2014年 - 2015年                 | 自主レーベルThink Local Act Globally Recordsを設立 |
| す | 鈴木聖美                           | すずききよみ                                             | 2007年                          | EPIC・ソニーから移籍。 |
| す | THE STARBEMS                       | ザスターベムズ                                           | 2014年                          | インペリアルレコードへ移籍。 |
| す | The STRUMMERS                      | ザ・ストラマーズ                                         | 1990年 - 1992年                 | Club The Star Recordsへ移籍。 |
| す | ストレンジヌードカルト             | ストレンジヌードカルト                                   | 2005年 - 2006年                 | 解散 |
| す | SPICY CHOCOLATE                    | スパイシーチョコレート                                   | 2008年 - 2011年                 | ユニバーサルミュージック内デリシャス・デリ・レコーズへ移籍。 |
| す | SNAIL RAMP                         | スネイルランプ                                           | 2006年 - 2009年                 | キングレコードから移籍。自身のレーベル「ONE TWO SCHOOL」を持っていた。 |
| す | SPARTA LOCALS                      | スパルタローカルズ                                       | 2006年 - 2008年                 | インディーズレーベルのDAIZAWA RECORDSへ移籍。 |
| せ | セクシーパンサー                   | セクシーパンサー                                         | 2004年 - 2006年                 | |
| せ | Sepa                               | セパ                                                     | 2001年 - 2004年                 | 解散 |
| そ | Sonar Pocket                       | ソナーポケット                                           | 2010年 - 2016年                 | ユニバーサルシグマから移籍。2017年よりワーナーミュージック・ジャパンに移籍。 |
| た | Tyler                              | タイラー                                                 | 2002年 - 2004年                 | |
| た | ダウト                             | ダウト                                                   | 2011年 - 2016年                 | SPEED DISK → ジェネオン → PS COMPANY → JAPAN RECORD → SPEED DISK |
| た | ダ・カーポ                         | ダカーポ                                                 |                                 | 80年代前半に日本コロムビアからCLIMAX RECORDSレーベルに移籍。現在は日本コロムビアに再移籍。 |
| た | 高岡奈央                           | たかおかなお                                             | 2003年                          | |
| た | 高田渡                             | たかだわたる                                             | 1993年                          | |
| た | 高満洋子                           | たかみつようこ                                           |                                 | メルダックレーベルからアルバムとシングル一枚をリリースし、現在はインディーズで活動。 |
| た | 田端義夫                           | たばたよしお                                             |                                 | 昭和40年代にテイチクから移籍、後に再びテイチクへと戻った。2013年4月25日死去。 |
| た | 田中美奈子                         | たなかみなこ                                             | 1989年 - 1994年                 | |
| た | 田野崎文                           | たのさきあや                                             | 2005年 - 2007年                 | |
| ち | 千聖                               | ちさと                                                   | 1996年 - 1999年、2017年‐2018年  | コロムビアミュージックエンタテインメントを経て、現在はPENICILLINとは別に2003年にスタートしたソロプロジェクトCrack 6のメンバーとしてshelva recordsへ移籍。                                                                                     |
| ち | 千葉真一                           | ちばしんいち                                             |                                 | |
| ち | ザ・チョッパーズ・レボリューション | ザチョッパーズレボリューション                           | 2016年                          | |
| つ | TWINZER                            | ツインザー                                               | 1993年 - 2000年                 | ZAIN RECORDSから移籍。当系列のメルダックに所属。 |
| つ | 月姫                               | つきひめ                                                 | 2004年                          | |
| つ | 土屋明子                           | つちやあきこ                                             | 2003年 - 2005年                 | |
| つ | 露崎春女                           | つゆざきはるみ                                           | 1995年 - 1999年                 | ソニー・ミュージックレコーズへ移籍。2001年（平成13年）Lyrico（リリコ）に改名するが、2008年（平成20年）露崎春女へアーティスト名を戻す。 現在はヤマハミュージックコミュニケーションズ在籍。                                                     |
| て | te'                                | テ                                                       | 2010年                          | |
| て | Tina                               | ティナ                                                   | 1999年 - 2000年                 | 徳間ジャパン → キティMME → Venus-B → エピックレコードジャパン |
| て | D-51                               | ディーゴーイチ                                           | 2012年 - 2015年                 | ポニーキャニオンから移籍。 |
| て | デキシード・ザ・エモンズ           | デキシードザエモンズ                                     | 2004年 - 2005年                 | 解散 |
| て | 天馬ルミ子                         | てんまルミこ                                             |                                 | |
| と | 堂島孝平                           | どうじまこうへい                                         | 2003年 - 2006年                 | 一時期トライアド（TRIAD）に移籍し、2006年（平成18年）に復帰。2007年（平成19年）バップに移籍。 |
| と | 特撮                               | とくさつ                                                 | 2000年 - 2002年                 | 大槻ケンヂが中心になって結成。インディーズ、キングレコード／スターチャイルドを経て、キングレコード／EVIL LINE RECORDS在籍。 |
| と | 敏いとうとハッピー&ブルー          | としいとうとハッピーアンドブルー                         | 1988年                          | |
| と | 朋ちゃん&コロッケ                  | ともちゃんアンドコロッケ                                 | 2003年                          | |
| と | THE TRIPLE X                       | ザ・トリプルエックス                                     | 2002年                          | 三枚目のアルバムのみトライエムから発売（レーベルは「MIDZET HOUSE」）。 |
| と | トンガリキッズ - ニポポ            | トンガリキッズ - ニポポ                                  | 2005年 - 2006年                 | |
| な | 中山たかし                         | なかやまたかし                                           | 2010年 - 2012年                 | |
| な | 仲雅美                             | なかまさみ                                               | 1968年 - 1969年                 | 東光夫名義 |
| な | 中川晃教                           | なかがわ あきのり                                        | 2001年 - 2006年                 | 2001年（平成13年）徳間ジャパンよりデビュー。2006年（平成18年）独立。 |
| な | 中西保志                           | なかにしやすし                                           | 2007年 - 2012年                 | トライアド（TRIAD）から移籍。 |
| な | 中森明菜                           | なかもりあきな                                           | 1998年 - 1999年                 | ワーナー・パイオニア → MCAビクター より移籍。傘下レーベルの ガウスエンタテインメント に所属。 その後、ユニバーサルミュージック内傘下の派生プライベートレーベル「歌姫レコーズ」へ移籍した。                                                    |
| な | 夏木マリ                           | なつきマリ                                               | 1995年 - 1998年                 | |
| に | 西崎緑（みどり）                   | にしざきみどり                                           |                                 | 子役時代から、山本リンダ・千昌夫とともにミノルフォン時代の在籍アーティスト。のちにCBS・ソニーへ移籍。 |
| に | 西田エリ                           | にしだエリ                                               | 2006年                          | |
| に | ニューロティカ                     | ニューロティカ                                           | 2008年                          | |
| ね | ネイバーユース                     | ネイバーユース                                           | 2000年 - 2002年                 | 活動休止 |
| ね | 根食真実                           | ねじきまみ                                               | 2004年 - 2005年                 | |
| の | NONA REEVES                        | ノーナリーヴス                                           | 2005年 - 2009年                 | |
| は | BURST FRUITS                       | バーストフルーツ                                         | 1998年                          | 解散 |
| は | 倍賞千恵子                         | ばいしょうちえこ                                         | 2004年 - 2014年                 | CBS・ソニーより移籍。 |
| は | Hydro-Guru                         | ハイドログル                                             | 2003年                          | |
| は | 萩原健一                           | はぎわらけんいち                                         |                                 | バーボンレーベルから『大阪で生まれた女』をリリース。1987年に、ムーン・レコードへ移籍。 |
| は | BUCK-TICK                          | バクチク                                                 | 2011年 - 2015年                 | アリオラジャパンから移籍。独自レーベルLingua Sounda設立 |
| は | 間寛平                             | はざまかんぺい                                           |                                 | |
| は | 8utterfly                          | バタフライ                                               | 2011年                          | |
| は | BUBBLEGUM                          | バブルガム                                               | 2006年 - 2007年                 | |
| は | 原知宏                             | はらともひろ                                             | 2002年 - 2003年                 | |
| は | バナナフリッターズ                 | バナナフリッターズ                                       | 1991年 - 1995年                 | 当時はメルダックに所属。2016年の活動再開後はワーナーミュージック・ジャパンへ移籍。 |
| は | バニラビーンズ                     | バニラビーンズ                                           | 2007年 - 2010年                 | |
| は | Perfume                            | パフューム                                               | 2005年 - 2012年                 | ユニバーサルミュージックへ移籍。 |
| は | 浜田麻里                           | はまだまり                                               | 2005年 - 2016年                 | ユニバーサルビクター → meldac → ビクター |
| は | バラクーダ                         | バラクーダ                                               |                                 | |
| は | PAN                                | パン                                                     | 2007年                          | |
| ひ | bice                               | ビーチェ                                                 | 2001年 - 2002年                 | ポニーキャニオンから移籍。その後日本コロムビアへ移籍。2010年死去。 |
| ひ | P-MODEL                            | ピーモデル                                               | 1982年 - 1984年                 | 1994年ワーナー・パイオニアから移籍。その後アルファレコード・ポリドール・日本コロムビア・インディーズを経て2000年（平成12年）に活動休止。 |
| ひ | BIGGA RAIJI                        | ビガライジ                                               | 2007年 - 2008年                 | |
| ひ | 日高正人                           | ひだかまさと                                             | 2006年 - 2009年                 | |
| ひ | ピジョンズミルク                   | ピジョンズミルク                                         | 2003年 - 2005年                 | |
| ひ | 一十三十一                         | ひとみとい                                               | 2004年 - 2007年                 | GARURU RECORDS（矢沢永吉が設立したインディーズレーベル）へ移籍。 |
| ひ | vivid undress                      | びびっとあんどれす                                       | 2019年 - 2021年                 | アルバム『混在ニューウェーブ』でメジャーデビュー。2021年12月、活動終了。 |
| ひ | 平田隆夫とセルスターズ             | ひらたたかおとセルスターズ                               | 1971年 - 1975年                 | |
| ひ | Hiro T.A Sheene                    | ヒロティーエーシーネ                                     |                                 | |
| ひ | ビレッジパープル                   | ビレッジパープル                                         | 1999年                          | BLOWのメンバーが参加。1999年にアニメ『レレレの天才バカボン』のエンディングテーマ「So Good」をリリース。その後解散。メルダック所属 |
| ひ | PINKLOOP                           | ピンクループ                                             | 2006年 - 2009年                 | |
| ふ | Booing Sheyner                     | ブーイングシェーナー                                     | 1999年 - 2000年                 | 1999年にアニメ『レレレの天才バカボン』のオープニングテーマ「笑う人」をリリース。その後解散。メルダック所属。 |
| ふ | FAKE?                              | フェイク                                                 | 2004年 - 2012年                 | |
| ふ | 藤井一子                           | ふじいいちこ                                             | 1986年 - 1988年                 | |
| ふ | 渕上里奈                           | ふちがみりな                                             | 2015年                          | インディーズ出身 |
| ふ | 無頼庵                             | ぶらいあん                                               | 2003年 - 2004年                 | |
| ふ | PLIME                              | プライム                                                 | 2006年                          | 2009年12月16日活動終了 |
| ふ | BROWN SUGAR                        | ブラウンシュガー                                         | 2009年 - 2010年                 | |
| ふ | Plastic Tree                       | プラスティックトゥリー                                   | 2010年 - 2011年                 | 2010年にユニバーサルJから移籍。2012年にFlyingStar Recordsへ移籍。 |
| ふ | BLACK CATS                         | ブラックキャッツ                                         | 1984年 - 1986年 1994年 - 1997年 | ビクター音楽産業より移籍し、解散。 再結成期は再び在籍し、その後トーラスレコードに移籍。 |
| ふ | フラワー・メグ                     | フラワー・メグ                                           | 1971年 - ?                      | |
| ふ | brAin driVe                        | ブレインドライブ                                         | 1998年                          | メンバーの一人、水田逸人のソロユニットとして再始動、ビクターエンタテインメント内のXEOインビテーションより移籍。現在はインディーズに移して活動している。                                                                                       |
| ふ | 福田典之                           | ふくだのりゆき                                           | 1995年 - 1996年                 | |
| ふ | ふくろうず                         | ふくろうず                                               | 2016年 - 2017年                 | 2017年12月24日解散 |
| へ | ベッキー・クルーエル               | ベッキークルーエル                                       | 2009年 - 2010年                 | |
| へ | beret                              | ベレイ                                                   | 2003年 - 2006年                 | 解散 |
| ほ | BOØWY                              | ボウイ                                                   | 1983年                          | ビクターエンタテインメントから移籍。東芝EMIへ移籍後、解散。 |
| ほ | BOWL                               | ボウル                                                   | 2005年                          | 解散 |
| ほ | ポータブル・ロック                 | ポータブルロック                                         | 1983年 - 1986年                 | |
| ほ | ポカスカジャン                     | ポカスカジャン                                           | 2007年 - 2015年                 | |
| ま | mur mur                            | マアマア                                                 | 2006年                          | |
| ま | 前川清                             | まえかわきよし                                           | 1999年 - 2002年                 | （旧）BMGジャパンより移籍。ガウスを経て、現在はテイチクエンタテインメントへ移籍 |
| ま | 真桜                               | まお                                                     | 2012年 - 2014年                 | |
| ま | 柾木祐二                           | まさきゆうじ                                             | 2012年 - 2013年                 | |
| ま | MAGIC                              | マジック                                                 | 1990年 - 1996年                 | 当系列のメルダックに所属。後に、トーラスレコードへ移籍。解散。ただし、「MAGIC SUPER BEST」は当レーベルで発売。 |
| ま | 増位山太志郎                       | ますいやまだいしろう                                     |                                 | テイチクから移籍。移籍時は三保ヶ関親方として部屋を継承していた。1985年に日本相撲協会が現役力士・親方の副業を規制したため活動休止。規制緩和に伴い、2007年に日本クラウンを経てに移籍。更に2009年には再びテイチクへ移籍。                        |
| ま | マユミーヌ                         | マユミーヌ                                               | 2014年                          | |
| み | ミドリカワ書房                     | ミドリカワしょぼう                                       | 2011年                          | |
| み | MIMIZUQ                            | ミミズク                                                 | 2018年 - 2019年                 | |
| み | みやさと奏                         | みやさとかな                                             | 2012年 - 2018年                 | 2018年3月31日をもって引退 |
| む | ムーンライダーズ                   | ムーンライダーズ                                         |                                 | クラウンレコードより移籍。後に、RVC → ポニーキャニオン → 東芝EMI → ファンハウス → キューンレコード → ドリームマシーン → プライベートレーベルMoonriders Records。                                                                              |
| む | 村松邦男                           | むらまつくにお                                           | 1983年 - 1985年                 | 元シュガー・ベイブ。アルバム3枚・ミニアルバム1枚・シングル4枚・12インチシングル1枚を発表した。 |
| め | 明和電機                           | めいわでんき                                             | 2000年 - 2002年                 | ソニー・ミュージックレコーズから移籍。現在は所属事務所傘下のR and C在籍。 |
| め | metrobo                            | メトロボ                                                 | 2003年 - 2004年                 | |
| も | MOJO CLUB                          | モジョクラブ                                             | 1994年 -1995年                  | |
| も | 本木雅弘                           | もときまさひろ                                           | 1991年 - 1996年                 | |
| も | 森昌子                             | もりまさこ                                               | 1972年 - 1979年                 | 1979年（昭和54年）にポニーキャニオンへ移籍後、1986年（昭和61年）に引退。2006年（平成18年）に同社で復帰 → おんがく工房（個人事務所） → キングレコード（ホリプロ時代の原盤権も所持）                                                            |
| や | 屋宜由佳                           | やぎゆか                                                 | 2003年                          | |
| や | やくしまるえつことd.v.d            | やくしまるえつことディーブイディー                       | 2010年                          | |
| や | 安田成美                           | やすだなるみ                                             | 1984年 - 1989年                 | |
| や | ヤッキー中村                       | ヤッキーなかむら                                         | 2007年                          | |
| や | 柳ジョージ&レイニーウッド          | やなぎジョージアンドレイニーウッド                       | 1978年 - 1979年                 | Atlantic Recordに移籍後1981年解散。 |
| や | 柳原陽一郎                         | やなぎはらよういちろう                                   | 2005年                          | セルフカバー・アルバム『ふたたび』を発売 |
| や | 矢野顕子                           | やのあきこ                                               | 1980年 - 1984年                 | 日本フォノグラム（フィリップスレコード）（現：ユニバーサルミュージック ユニバーサルシグマレーベル）から移籍。前夫の坂本龍一と共にミディを設立し所属した後、エピックレコードジャパンを経て、現在はヤマハミュージックコミュニケーションズ在籍。 |
| や | 山嵐                               | やまあらし                                               | 2011年                          | |
| や | 山崎ハコ                           | やまざきハコ                                             |                                 | |
| や | 山本リンダ                         | やまもとリンダ                                           | 1991年 - 2012年                 | ミノルフォン → キャニオンレコード → ソニーレコード → テイチク → パイオニアLDC → 徳間ジャパン → ポニーキャニオン → インターチャネル → 徳間ジャパン                                                                                             |
| や | Yum!Yum!ORANGE                     | ヤムヤムオレンジ                                         | 2005年 - 2009年                 | |
| ゆ | YUI（浅香唯）                      | ユイ                                                     | 1997年 - 1998年                 | 1993年にマイカルハミングバードを退社後、1997年から1998年までメルダックに所属。 |
| ゆ | YOU THE ROCK★                      | ユウザロック                                             | 2004年 - 2005年                 | |
| ら | LOUDNESS                           | ラウドネス                                               | 2001年 - 2013年                 | 日本コロムビアから移籍。ユニバーサルミュージックへ移籍。 |
| ら | ラッパ我リヤ                       | ラッパガリヤ                                             | 2009年                          | |
| ら | RAMJA                              | ラムジャ                                                 | 2004年 - 2006年                 | |
| ら | LANCE OF THRILL                    | ランスオブスリル                                         | 1994年                          | 日本コロムビアへ移籍後、解散。 |
| り | LITTLE                             | リトル                                                   | 2014年 - 2015年                 | |
| り | LiL'AI                             | リルアイ                                                 | 2002年 - 2004年                 | |
| り | リュ・シウォン                     | リュシウォン                                             | 2005年 - 2010年                 | 韓国人歌手・俳優。2011年よりavex traxに移籍。2015年にユニバーサルミュージックへ移籍。 |
| り | LINDBERG                           | リンドバーグ                                             | 1988年 - 1995年                 | 徳間ジャパンからデビュー。その後インペリアルレコード → ポリドールと移籍、インディーズ活動を経てメルダックへ移籍。2002年解散の後2009年に一年限りで再結成し、2014年に復活。                                                                     |
| れ | RED WARRIORS                       | レッドウォーリアーズ                                     | 2000年 - 2002年                 | |
| れ | ROLL DAYS                          | ロールデイズ                                             | 1994年 - 2007年                 | |
| わ | 渡邊ヒロアキ                       | ワタナベヒロアキ                                         | 2014年 - 2016年                 | |
| わ | 168-one sixty eight-               | ワンシックスティエイト                                   | 2012年                          | |